# 芭芭拉 (2012年電影)
《芭芭拉》（Barbara）是一部2012年德国电影，导演克利斯蒂安·佩措尔德凭借本片获得了第62屆柏林電影節最佳导演银熊奖。本片代表德国角逐第85届奥斯卡最佳外语片。

## 剧情
背景设置在柏林墙倒塌之前的东德与西德对立时期。
故事发生在1980年，名叫芭芭拉的东德女医生，因医疗事故被迫离开柏林到乡下在安德烈医生手下当一名儿科医生。芭芭拉的西德男友安排芭芭拉在周末从海上逃亡到丹麦，而安德烈却需要她留下来为一名病人动手术。
最后芭芭拉把逃亡的机会给了一名从劳改营逃出来的少女Stella。

## 演员
- 妮娜·霍斯-芭芭拉
- Ronald Zehrfeld-安德烈

## 评价
影片获得很好的口碑，烂番茄新鲜度达95%，平均分7.8分。该片是佩措尔德票房最成功的电影，全球票房达412.9万美元。

## 外部連結
- 互联网电影数据库（IMDb）上《被戀愛的秘密》的资料（英文）